# マッサ・エ・コッツィーレ
マッサ・エ・コッツィーレ (伊: Massa e Cozzile) は、イタリア共和国トスカーナ州ピストイア県にある、人口約7,800人の基礎自治体（コムーネ）。

## 地理

### 位置・広がり

#### 隣接コムーネ
隣接するコムーネは以下の通り。
- ブッジャーノ
- マルリアーナ
- モンテカティーニ・テルメ
- ペーシャ

### 気候分類・地震分類
マッサ・エ・コッツィーレにおけるイタリアの気候分類 (it) および度日は、zona E, 2509 GGである。
また、イタリアの地震リスク階級 (it) では、zona 3 (sismicità bassa) に分類される。

## 行政

### 分離集落
マッサ・エ・コッツィーレには以下の分離集落（フラツィオーネ）がある。
- Cozzile, Massa (sede comunale), Margine Coperta, Traversagna, Vangile

## 姉妹都市
- ユーデンブルク、オーストリア
- Bir Gandus、西サハラ